# Phensuximide
Phensuximide là một thuốc chống co giật trong nhóm succinimide.